# ولوو اس۸۰

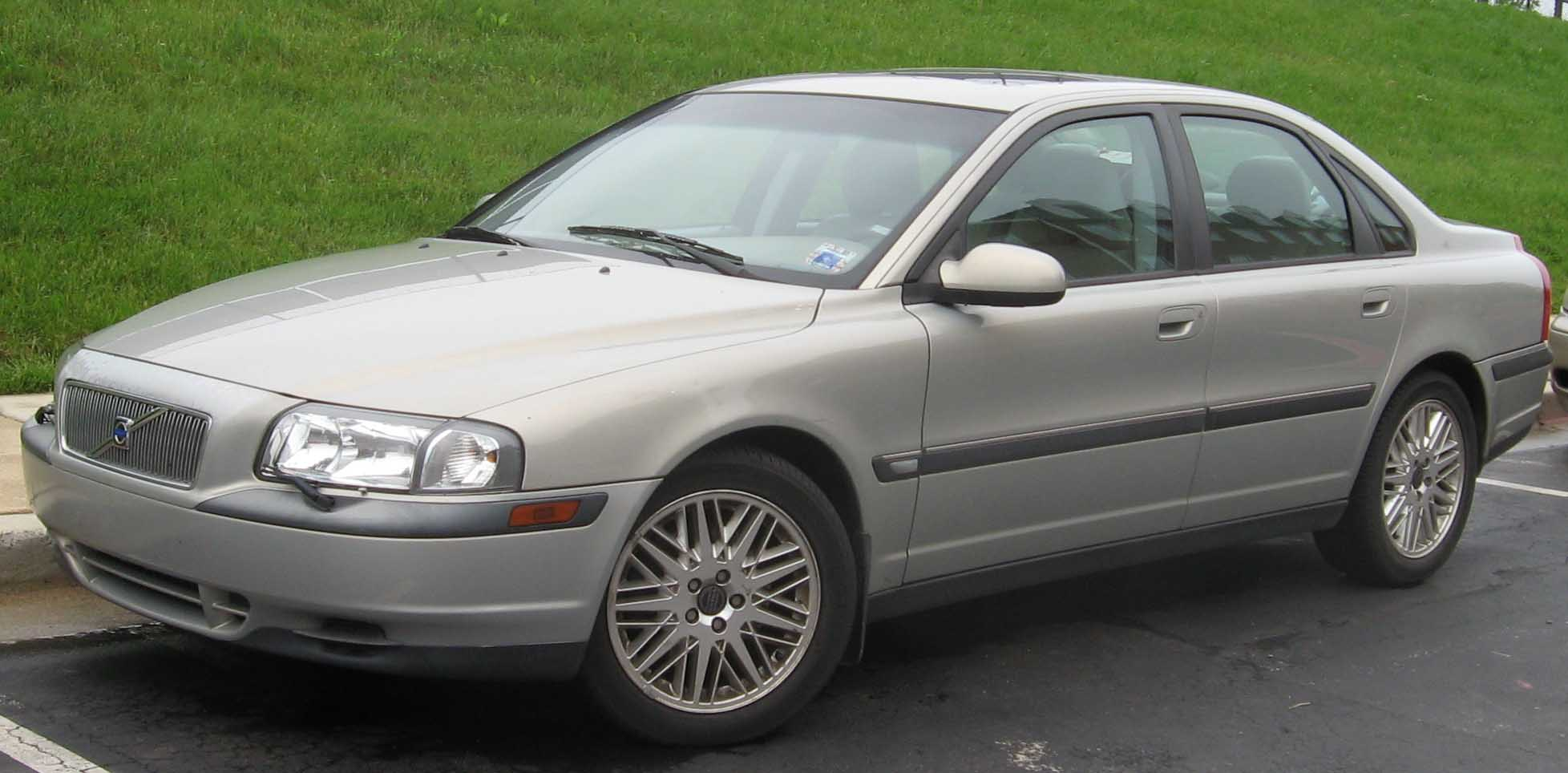

ولوو اس۸۰ (Volvo S۸۰) خودرویی است که از سال ۱۹۹۸ تاکنون توسط شرکت ولوو در سوئد، بلژیک، تایلند، شاه عالم مالزی و جاکارتای اندونزی تولید شده‌است. طراحی آن موتور جلو، خودرو محور جلو، خودرو چهار چرخ محرک بوده است.

## نگارخانه

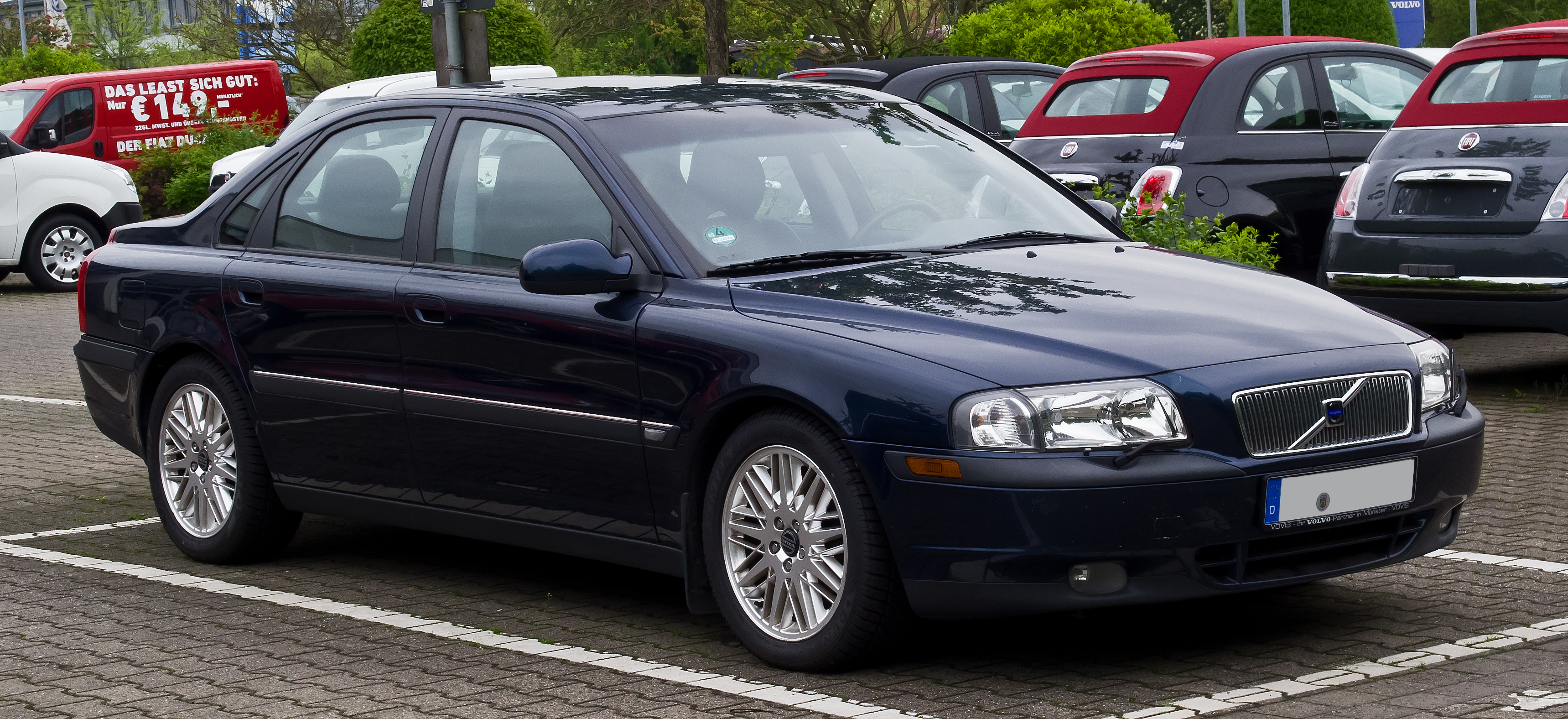
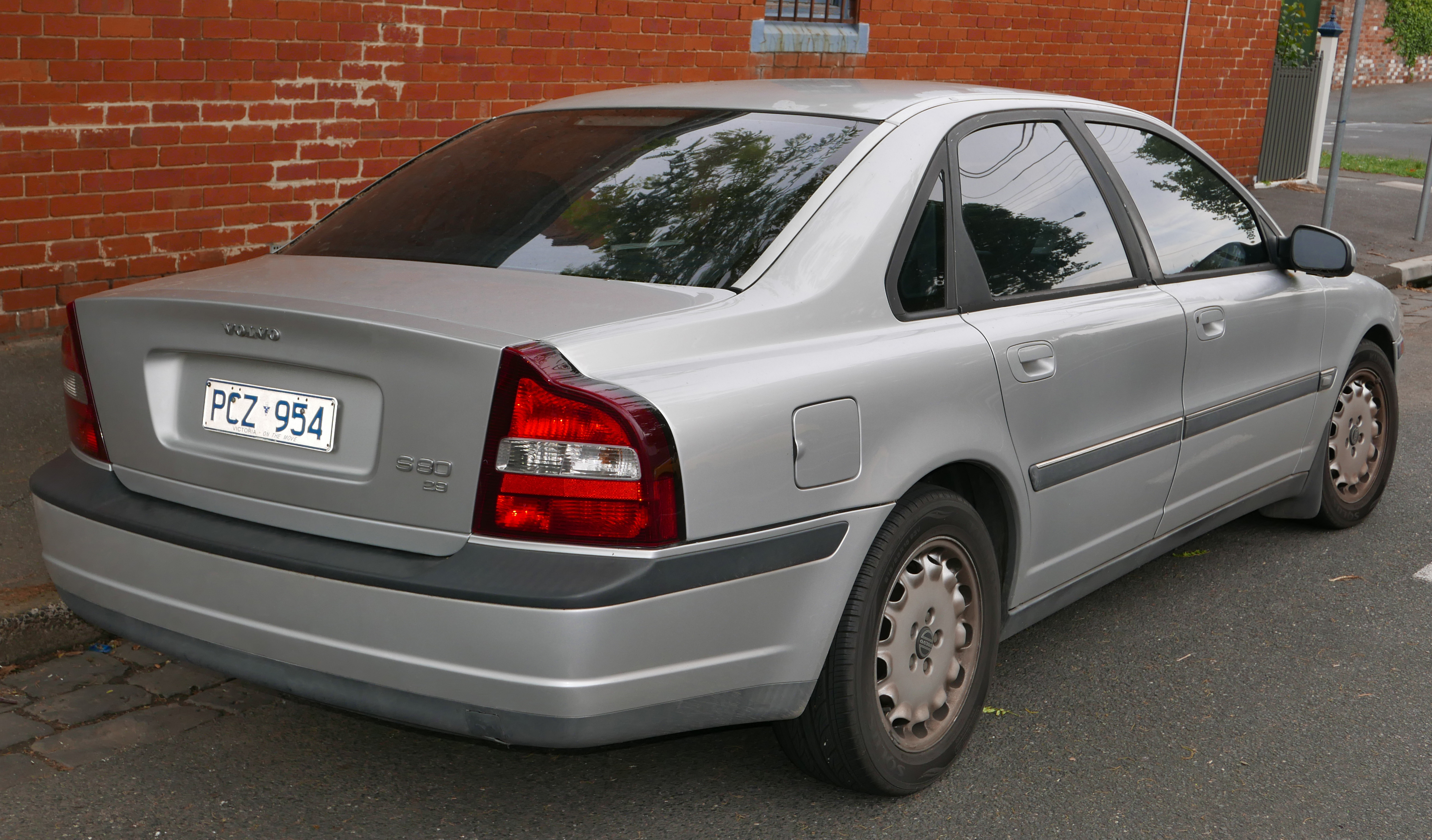
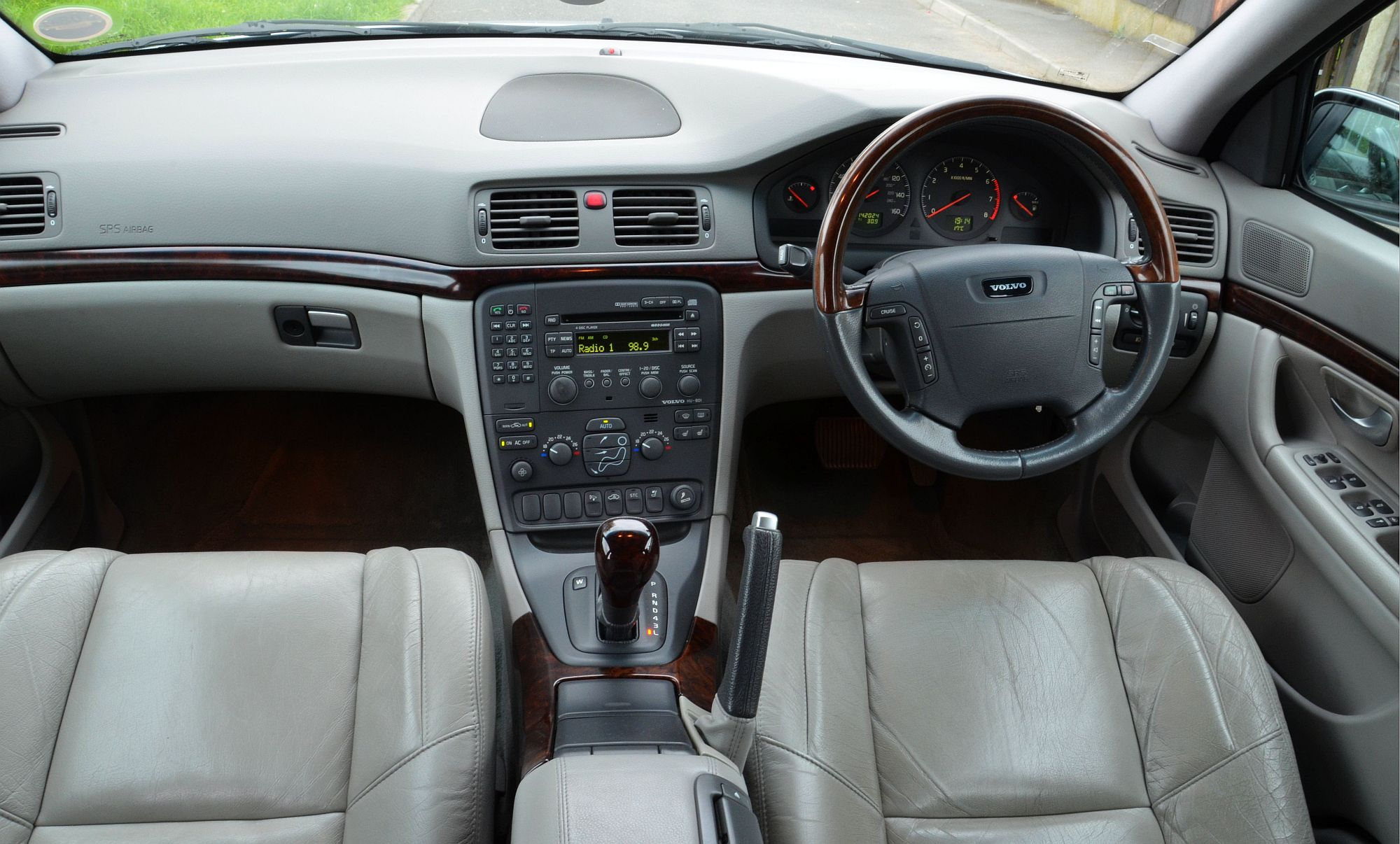
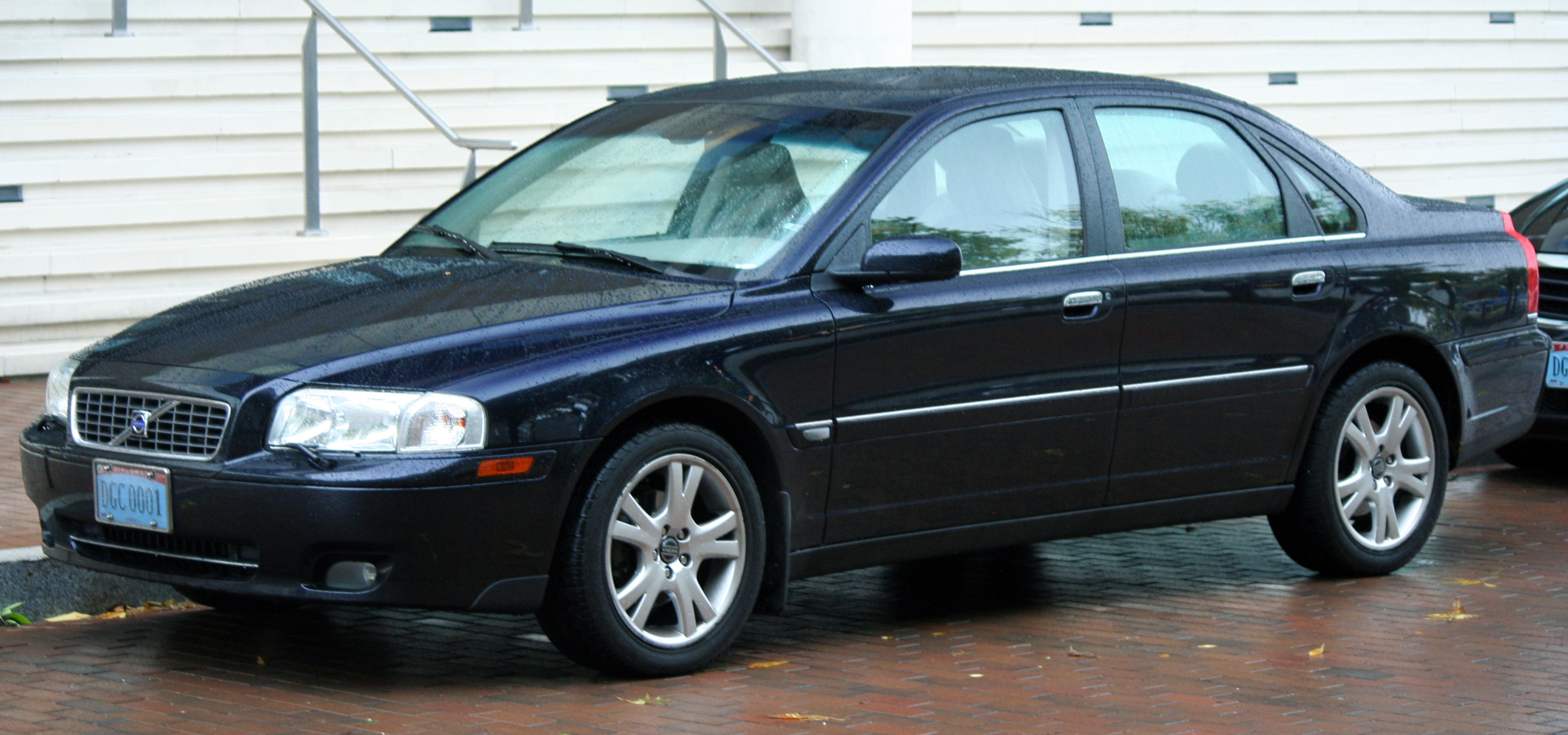
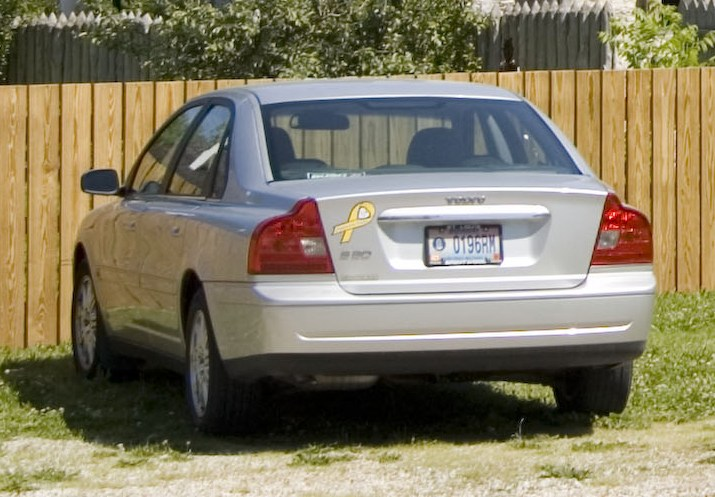